# The Real Slim Shady
"The Real Slim Shady" er en hiphop-sang skrevet af den amerikanske rapper Eminem til hans tredje album The Marshall Mathers LP (2000). Den blev udgivet som single en uge før udgivelsen. Sangen blev senere udgivet i 2005 på Eminems greatest hits-album, Curtain Call: The Hits.
"The Real Slim Shady" var Eminems første sang til at nå førstepladsen på den britiske singlehitliste. Derudover toppede den som nummer fire på Billboard Hot 100, hvilket gav ham hans hidtil største hit. Sangen var den 11. bedst sælgende i 2000 i Storbritannien. Den vandt flere priser, herunder en VMA for bedste video og bedste mandlige video, samt en Grammy Award for bedste rap solo-præstation.

## Præmis
"The Real Slim Shady" var ikke en del af den originale udgave af The Marshall Mathers LP. Interscope Records direktør, Jimmy Iovine, ønskede at Eminem skulle have en sang som introducerede albummet, på samme måde som "My Name Is" var den første single på The Slim Shady LP. Eminem skrev "The Real Slim Shady" blot få timer før den endelige udgave af albummet blev udgivet. Den første single skulle oprindeligt have været "Who Knew".
Sangen er en kritik af den form for pop-sange der udkom på det tidspunkt. Sangen var et hit og blev Eminems første #1 i flere lande, og fik stor opmærksomhed på grund af forskellige berømtheder blev hånet, blandt andre:
- Skuespillerinden Pamela Andersons påståede voldsepisode, angiveligt udført af hendes ex-mand, musikeren Tommy Lee (Jaws all on the floor like Pam, like Tommy/just burst in the door and started whoopin' her ass worse than before)
- Eminem påstår i en linje at have myrdet Dr. Dre, og at have låst ham inde hans kælder. Det var et spin på en af hans tidligere sange, "My Name Is", hvori Eminem siger, "And Dr. Dre said..." og Dr. Dre efterfølgende siger: "Slim Shady, you're a basehead." (And Dr. Dre said... nothing, you idiots/Dr. Dre's dead, he's locked in my basement.)
- Komikeren Tom Green, der korpulerer en afdød elg på tv, og hans sang "Lonely Swedish" (Sometimes, I wanna get on TV and just let loose, but can't/but it's cool for Tom Green to hump a dead moose.)
- Rapperen Will Smiths kommercialisering og rene rap musik og hans VMA takketale, hvori han pralede med, at han ikke behøvede at bande eller dræbe nogen på hans plader (Will Smith don't gotta cuss in his raps to sell records/well, I do. So fuck him, and fuck you too.)
- Eminem kritiserer også Britney Spears, (You think I give a damn about a Grammy?/Half of you critics can't even stomach me, let alone stand me/"But Slim, what if you win, wouldn't it be weird?"/Why? So you guys could just lie to get me here?/So you can sit me here, next to Britney Spears?)
- Christina Aguilera var vred over hans påstand om, at hun udførte oralsex på Carson Daly, en MTV-vært, og Fred Durst fra bandet Limp Bizkit(Shit, Christina Aguilera, better switch me chairs/so I can sit next to Carson Daly and Fred Durst/and hear 'em argue over who she gave head to first.)
- Han gør også grin med boybandet *NSYNC, da han ser ud til optræder med en dans i videoen, sammen med "gruppen". (I'm sick of you, little girl and boy groups, all you do is annoy me/so I have been sent here to destroy you.)

Omkvædet omhandler de pludselige ændringer i moden, der opstod som en følge af Eminem's succes: "I'm Slim Shady, yes I'm the real Shady/All you other Slim Shadys are just imitating/So won't the real Slim Shady please stand up, please stand up, please stand up?" Omkvædet imiterer også catchphrasen fra tv-showet To Tell The Truth: "Will The Real _____ Please Stand Up".

## Musikvideo
I musikvideoen ses Eminem der optræder med sangen på en psykiatrisk afdeling, et lokalt Detroit-kvarter nær en park, et fast-food-sted, ved Grammy-uddelingen og i en fabrik, hvor flere kloner af rapperen bliver produceret. I videoen er der også cameos af Dr. Dre, D12, Kid Rock, Fred Durst, Carson Daly, Kathy Griffin, Pamela Anderson, Tommy Lee og selv en udstoppet udgave af Bill the Cat-dukken, kan ses i besiddelsen af en af de psykisk syge i hospitals-scenerne.
Skuespillerinden og komiker Kathy Griffin, der også er kendt for at fornærme berømtheder i hendes skuespil, vises i videoen som en deltagende sygeplejerske på den psykiatriske afdeling. Griffin sagde under en interview den 21. juli 2005 i Tonight Show med Jay Leno, at Eminem udvalgt hende til videoen, fordi rapperen, Snoop Dogg fortalte ham at hun var "rigtig sjov."
Videoen viser også med Eminem klædt i et Robin-lignende superhelte-kostume med en plastik røv, der jagter et boyband. Eminem fanger en af bandets medlemmer og lægger ham ned på jorden og placerer 'hans røv på mandens læber.' Kostumet kan ses senere i "Without Me"-musikvideo efter udgivelsen af The Eminem Show.
Der er også flere scener, der viser en eller flere af følgende (når teksten ruller sammen med video):
- To små drenge, der ser Discovery Channel på tv med to næsehorn, der parrer sig, hvorefter de ser på hinanden i ærefrygt. (Of course, they're gonna know what intercourse is by the time they hit fourth grade/They got the Discovery Channel, don't they?)
- Pamela Anderson og Tommy Lee jagte hinanden omkring en sofa og Pamela skrigende foran kameraet. ( ...I smell cinnomin rolls! )
- En overvægtig mand i undertøj bliver gjort til slave af en sexet dominatrix med en pagaj. (Yeah, I probably got a couple of screws up in my head loose, but no worse than what's goin' on in your parents' bedrooms.)
- En homoseksuelt vielse er vist og Eminem adskiller de to mænd fra hinanden idet de er i færd med at kysse hinanden (som en afvisning af homoseksualitet) og viser afsky. (But if we can hump dead animals and antelopes/then there's no reason that a man and another man can't elope)
- Eminem optræder i et privat værelse med alle hans kloner produceret fra fabrikken med hovedet nikkende i rytme til musikken. (omkvædet: ' Cause I'm Slim Shady, yes, I'm the real Shady/all you other Slim Shadys are just imitating/So won't the real Slim Shady please stand up?/Please stand up?/Please stand up? )
- Eminem til Grammy-uddelingen udklædt som Britney Spears, sammen med Fred Durst og Carson Daly, der, vredt, trække en oppustelig dukke af Christina Aguilera op mellem deres pladser mod hinanden, indtil dukken flyver ud af stolen. (Christina Aguilera better switch me chairs so I can sit next to Carson Daly and Fred Durst, an' hear 'em argue over who she gave head to first.)
- Et klip fra en tegneserie af en frø, der stepdanser på en skildpadde (fra 'Flip the Frog' filmen, 'Fiddlesticks') kan ses på TV på hospitalet og seeren griner af det.
- Eminem arbejder på et fiktiv fastfood-sted med et "Ask Me"-broche, der giver en overvægtig kvinde sin bestilling og der afviser den på grund af løgringene er blevet glemt. Han skaffer løgringene og spytter på dem, og giver derefter bestillingen til kvinden, hvorefter hun spiser løgringne, som Eminem spyttede på, mens hun forlader stedet. Den samme scene viser også Eminem, der kører hensynsløst rundt i cirkler på en parkeringsplads i et blåt AMC Pacer. (He could be workin at Burger King, spitting on your onion rings/or in the parking lot, circling, screaming: "I don't give a fuck!"/With his windows down and his system up)
- I den eksplicitte version af musikvideoen, bærer den fede mand i undertøj en bold gag, og i den censurerede version, gør han ikke. Den redigerede version viser heller ikke Eminem, der 'rækker fuck', men i stedet at han peger på kameraet.

## Hitlister
| Hitliste (2000)                          | Højeste placering |
| ---------------------------------------- | ----------------- |
| Australien (ARIA)                        | 1                 |
| Østrig (Ö3 Top 40)                       | 3                 |
| Belgien (Ultratop 50 Flandern)           | 2                 |
| Belgien (Ultratop 40 Vallonien)          | 2                 |
| Canada (RPM)                             | 1                 |
| Danmark (Tracklisten)                    | 3                 |
| Eurochart Hot 100 (Billboard)            | 1                 |
| Finland (Suomen virallinen lista)        | 6                 |
| Frankrig (SNEP)                          | 2                 |
| Tyskland (Media Control AG)              | 2                 |
| Irland (IRMA)                            | 1                 |
| Italien (FIMI)                           | 2                 |
| Holland (Hollands Top 40)                | 2                 |
| New Zealand (RIANZ)                      | 1                 |
| Norge (VG-lista)                         | 2                 |
| Rumænien (Rumæniens Top 100)             | 3                 |
| Sverige (Sverigetopplistan)              | 1                 |
| Schweiz (Schweizer Hitparade)            | 2                 |
| UK Singles (The Official Charts Company) | 1                 |
| US Billboard Hot 100                     | 4                 |
| US Alternative Songs (Billboard)         | 19                |
| US Hot R&B/Hip-Hop Songs (Billboard)     | 11                |
| US Pop Songs (Billboard)                 | 13                |
| US Rap Songs (Billboard)                 | 7                 |

| Hitliste (2000)                     | Placering |
| ----------------------------------- | --------- |
| Australien                          | 5         |
| Østrig                              | 1         |
| Belgien (Flanderen)                 | 3         |
| Belgien (Vallonien)                 | 1         |
| Frankrig                            | 1         |
| Schweiz                             | 3         |
| UK Singles (Official Chart Company) | 1         |
| US Billboard Hot 100                | 51        |

| Land           | Certifikation | Dato             |
| -------------- | ------------- | ---------------- |
| Østrig         | Guld          | 10. oktober 2000 |
| Belgien        | Platin        | 2000             |
| Frankrig       | Guld          | 2001             |
| Tyskland       | Guld          | 2000             |
| Norge          | Guld          | 2000             |
| Sverige        | Platin        | 14. august 2000  |
| Schweiz        | Guld          | 2000             |
| Storbritannien | Guld          | Juni 2001        |